# Mark Boswell
Mark Boswell (Mandeville, Jamaica; 28 de julio de 1977) es un atleta canadiense de origen jamaicano, especialista en la prueba de salto de altura, en la que ha logrado ser subcampeón del mundo en 1999 y medallista de bronce mundial en 2003.

## Carrera deportiva
En el Mundial de Sevilla 1999 ganó la plata en salto de altura, tras el ruso Vyacheslav Voronin y por delante del alemán Martin Buß.
Cuatro años después, en el Mundial de París 2003 ganó la medalla de bronce en la misma prueba, con un registro de 2.32 metros, tras el sudafricano Jacques Freitag y el sueco Stefan Holm.